# كولا (مانيسا)
كولا (بالتركية: Kula)‏ هي منطقة سكنية في تركيا ، تقع في محافظة مانيسا . تقع كولا على ارتفاع 665 مترًا فوق مستوى سطح البحر.